# 陈寅恪墓
29°32′58.8″N 115°58′58.6″E / 29.549667°N 115.982944°E
陈寅恪墓位于中国江西省九江市庐山上的庐山植物园内，是陈寅恪及其夫人唐篔的骨灰安葬地。2007年被列为庐山风景名胜区文物保护单位。2018年3月9日升格为江西省文物保护单位。
陈寅恪与其夫人唐篔于1969年10月、11月在广州相继逝世，二人的骨灰先是寄存火葬场，后改存银河公墓。“文革”结束后拟葬于杭州牌坊山陈三立墓旁未果，90年代拟改葬庐山松门别墅旁又未果。经黄永玉多方努力，2001年7月江西民政厅、建设厅和庐山管理局同意陈寅恪骨灰葬于庐山。2002年4月安葬工程启动，随即因安葬于松门别墅旁有诸多困难暂停。2003年2月庐山植物园有意安置陈寅恪骨灰。2003年4月30日庐山植物园举行陈寅恪夫妇骨灰入土安葬仪式，墓葬所在的小山冈命名为“景寅山”。揭幕仪式在2003年6月16日（旧历五月十七日，陈寅恪113岁冥诞）举行。
陈寅恪墓由多枚大小不等的砾石组成。右边一直立砾石作为墓碑，上刻“陳寅恪 唐筼夫婦 永眠於此”，背后刻“陳流求 陳小彭 陳美延 廬山植物園敬立 公元二〇〇三年六月十六日”。左边另一块横置着的石头上刻“獨立之精神 自由之思想 後學湘人 黃永玉敬書 壬午春月”。
陈寅恪墓东侧紧邻“三老”墓，陈寅恪之侄、庐山植物园创建人之一陈封怀长眠于此。